# رونالد گولیاس
خوزه رونالد گولیاس (به پرتغالی: José Ronald Golias) (زاده ۴ مه ۱۹۲۹ – درگذشته ۲۷ سپتامبر ۲۰۰۵)، یک کمدین و بازیگر برزیلی بود. وی در شهر سائو کارلوس، از ایالت سائوپائولو در برزیل زاده شد و رشد کرد. زندگی کاری او به عنوان دستیار خیاط و عامل بیمه آغاز شد. اما در طول دهه ۵۰، او تحت تأثیر (مانوئل دی نوبرگا) قرار گرفت و به عنوان یک کمدین هم در تلویزیون و هم در رادیو استخدام می‌شود.

## فیلم‌های رونالد گولیاس
- مرد از توپ جالوت (۱۹۶۹)
- خطر در چشم (۱۹۶۸)
- مردی که جام جهانی به سرقت برده (۱۹۶۳)
- فضانورد (۱۹۶۲)
- صاحب توپ (۱۹۶۱)
- همه قانونی (توسن) (۱۹۶۰)
- از من به شما گفتن (۱۹۵۸)
- شوهر تخلیه نوار (۱۹۵۷)

## نمایش‌های تلویزیونی رونالد گولیاس
- "جایگاه لذت" (۱۹۵۶) - اقیانوس آرام
- "چهار مرد با هم" (۱۹۶۵) - گوشت گاو و گردن / فرانک تونی
- "پوش خانواده" (۱۹۶۷) - توسن
- "توسن" (۱۹۸۶) - توسن
- "میدان ماست" (۱۹۹۰–۲۰۰۵) - اقیانوس آرام
- واقعیت جالوت "(۱۹۹۱–۱۹۹۶) - اقیانوس آرام
- "برادر زن من" (۲۰۰۴) - توسن